# Teresa Ann Savoy
Teresa Ann Savoy (Londen, 18 juli 1955 – Milaan, 9 januari 2017) was een Britse actrice die voornamelijk in een aantal Italiaanse films heeft gespeeld, zoals de sexploitationfilms van Tinto Brass; Salon Kitty en Caligula.

## Filmografie
- Le farò da padre (1974) - Clotilde Spina
- Salon Kitty (1976) - Margherita
- Private Vices, Public Pleasures (1976) - Marie von Vetsera (als Therese Ann Savoy)
- Caligula (1979) - Drusilla
- La disubbidienza (1981) - Edith
- The Tyrant's Heart (1981) - Katalin
- Il ragazzo di Ebalus (1984) - Jonge terroriste
- Innocenza (1986) - ?
- D'Annunzio (1987) - Maria di Gallese
- La fabbrica del vapore (2000) - Magazziniera (laatste filmrol)

### Televisie
- Poco a poco (1980) - Annie Conti (miniserie)
- La certosa di Parma (1982) - Prinses Pallavicino (miniserie, als Therese Ann Savoy)
- Capitaine X (1983) - Clara (miniserie)
- Brigade verte (1985) - Laura Adams (tv-serie, 3 afl.)
- Quando arriva il giudice (1986) (miniserie)
- Quattro storie di donne (1989) - Annie (miniserie, als Terese Ann Savoy)

## Verder lezen
- Martín Llade - Lo que nunca sabré de Teresa; Almuzara, 2021. Spaanstalige biografie.

- Bibsys: 11064469
- Biblioteca Nacional de España: XX1298585
- Bibliothèque nationale de France: cb16578530j (data)
- Catàleg d'autoritats de noms i títols de Catalunya: 981058509784906706
- Gemeinsame Normdatei: 1222132591
- International Standard Name Identifier: 0000 0001 1470 2159
- Library of Congress Control Number: no2004094677
- Nationale Bibliotheek van Tsjechië: xx0178702
- Nationale Bibliotheek van Israël: 987007325695605171
- Istituto Centrale per il Catalogo Unico: UBOV495105
- Système universitaire de documentation: 174785402
- Virtual International Authority File: 31714135
- WorldCat: E39PBJgCKCkPd4vgfjJhYMFVG3